# Funaria anomala
Funaria anomala är en bladmossart som beskrevs av Juratzka in Unger och Karl Theodor Kotschy 1865. Funaria anomala ingår i släktet spåmossor, och familjen Funariaceae. Inga underarter finns listade i Catalogue of Life.